# Rikiya Uehara
Rikiya Uehara (japanisch 上原 力也 Uehara Rikiya; * 25. August 1996 in Itō) ist ein japanischer Fußballspieler.

## Karriere
Uehara erlernte das Fußballspielen in der Jugendmannschaft von Júbilo Iwata. Seinen ersten Vertrag unterschrieb er 2015 bei Júbilo Iwata. Der Verein spielte in der zweithöchsten Liga des Landes, der J2 League. 2015 wurde er mit dem Verein Vizemeister der zweiten Liga und stieg in die J1 League auf. Am Ende der Saison 2019 stieg er mit der Verein in die zweite Liga ab. Im Februar 2021 wechselte er auf Leihbasis zum Erstligisten Vegalta Sendai nach Sendai. Am Saisonende 2021 belegte er mit Sendai den neunzehnten Tabellenplatz und musste in zweite Liga absteigen. Für Sendai absolvierte er 34 Erstligaspiele. Nach der Ausleihe kehrte er im Januar 2022 zu Júbilo zurück. Júbilo wurde 2021 Meister der zweiten Liga und stieg in die erste Liga auf. Nach nur einer Saison in der ersten Liga musste er am Ende der Saison 2022 als Tabellenletzter wieder den Weg in die zweite Liga antreten. 2023 gelang ihm mit dem Verein als Vizemeister der zweiten Liga der direkte Wiederaufstieg in die erste Liga. Am Ende der Saison 2024 belegte er mit Júbilo den 18. Tabellenplatz und musste somit in die zweite Liga absteigen.

## Erfolge
Júbilo Iwata
- Japanischer Zweitligavizemeister: 2023